# Eime
Eime là một thị xã ở huyện Hildesheim trong bang Niedersachsen, Đức. Đô thị Eime có diện tích 21,93 km², dân số thời điểm ngày 31 tháng 12 năm 2006 là 2896 người.